# 贝凯希·贝洛
贝凯希·贝洛（匈牙利語：Békessy Béla，1875年11月16日—1916年7月6日），匈牙利男子击剑运动员。他曾代表匈牙利参加1912年夏季奥林匹克运动会击剑比赛，获得男子个人佩剑银牌。